# Pelmatotylus tristriatus
Pelmatotylus tristriatus är en mångfotingart som beskrevs av Carl Graf Attems 1938. Pelmatotylus tristriatus ingår i släktet Pelmatotylus och familjen Dalodesmidae. Inga underarter finns listade i Catalogue of Life.